# Seray Gözler
Seray Gözler (Adana, 27 de setembro de 1961) é uma atriz turca.